# Franciszek Boehm
Franciszek Boehm, niem. Franz Boehm (ur. 3 października 1880 w Boleszynie, zm. 13 lutego 1945 w KL Dachau) – niemiecko-polski prezbiter, proboszcz z archidiecezji kolońskiej, przeciwnik ideologii narodowosocjalistycznej i męczennik Kościoła katolickiego.

## Życiorys

### Młodość i szkolenie

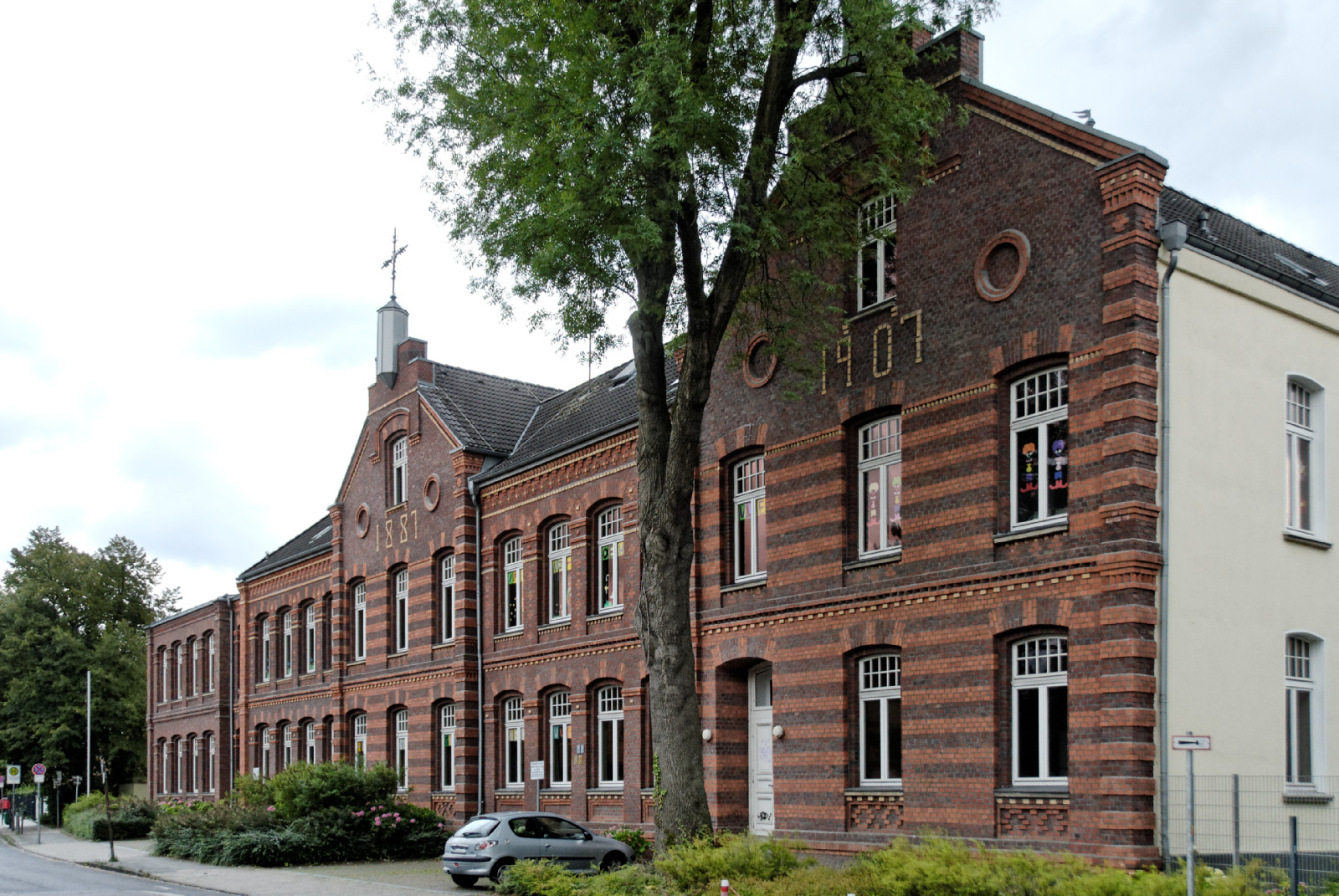
Szkoła podstawowa Franza Boehma w Düsseldorfie

Franz Boehm urodził się w Prusach Zachodnich, czyli obecnie na terenie województwo warmińsko-mazurskiego. Pochodził z rodziny o niemiecko-polskich korzeniach. Jego rodzice byli nauczycielami w czasie Kulturkampfu za czasów Bismarcka, dlatego w 1893 roku na mocy zarządzenia administracyjnego rodzina została przeniesiona do Nadrenii. Ojciec i uczniowie ćwiczyli na zajęciach Te Deum po polsku, co było zakazane w Prusach Zachodnich w czasach cesarstwa ze względu na germanizację Polaków. Boehm ukończył szkołę średnią w Mönchengladbach. Po studiach filozoficznych i teologicznych w Bonn, w 1906 roku przyjął święcenia kapłańskie dla archidiecezji kolońskiej. Na trzech stanowiskach kapelanów w Zagłębiu Ruhry udzielał się także w duszpasterstwie polskim, gdyż jego językiem ojczystym był język polski. Pierwszą posadę proboszcza objął w 1917 roku w parafii św. Katarzyny w Düsseldorfie. W swojej parafii prowadził legalną kampanię na rzecz zachowania katolickiej szkoły podstawowej, która obecnie nosi jego imię.

### Opozycja wobec narodowego socjalizmu

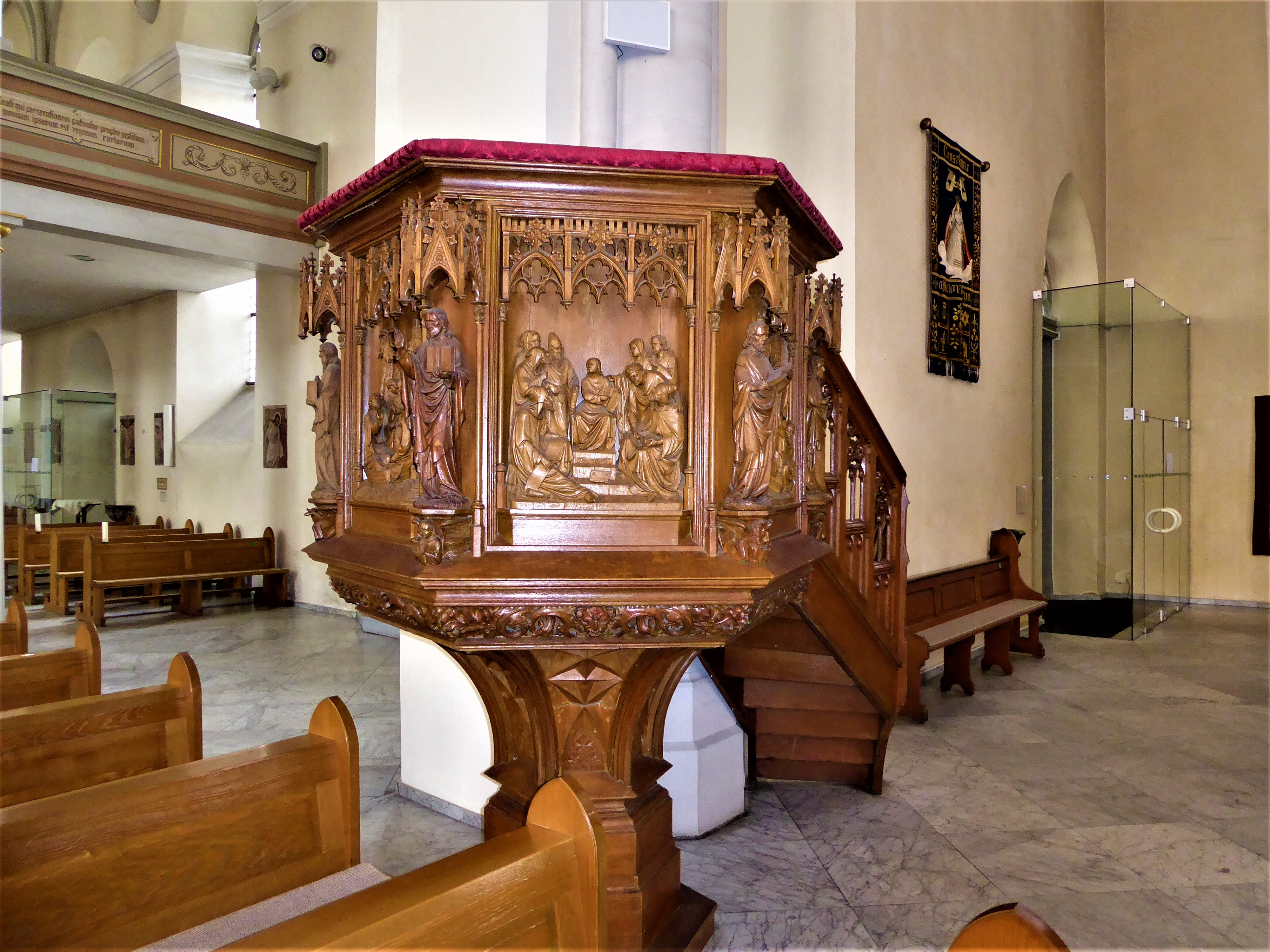
Ambona w kościele w Sieglar

W 1923 roku został proboszczem parafii w Sieglar. Szybko zdał sobie sprawę, że musi stawić czoła skrajnym nurtom politycznym tamtych czasów, komunizmowi i narodowemu socjalizmowi. W swojej gazecie kościelnej i w kazaniach z ambony nie pozostawiał wątpliwości, że uważa te dwa nurty polityczne za niezgodne z chrześcijaństwem. Opór Boehma wobec narodowego socjalizmu stał się problematyczny po dojściu nazistów do władzy w Niemczech. Już w 1934 roku nazistowski burmistrz miasta Sieglar wszczął przeciwko niemu postępowanie karne. Lista zarzucanych mu przewinień jest zarówno długa, jak iabsurdalna. „Bicie w dzwony na znak powrotu pielgrzymów z Rzymu i zakłócanie obchodów narodowo-socjalistycznej majówki” było na przykład jednym z przestępstw zarzucanych proboszczowi. Chociaż oskarżenie zostało umorzone, w 1935 roku Boehmowi zakazano nauczania religii. W tym samym czasie otrzymał pierwsze wydalenie z okręgu administracyjnego Kolonii, które zostało uchylone amnestią w 1936 roku. Drugie i ostatnie wydalenie miało miejsce w 1937 roku. Boehm musiał opuścić Sieglar i czekać, aż wikariusz generalny przydzieli mu nowe stanowisko.

### Nowa parafia i męczeństwo
W 1938 roku Boehm objął stanowisko proboszcza w parafii Monheim am Rhein (rejencja Düsseldorf). W swojej pracy kapłańskiej nadal stawiał opór reżimowi nazistowskiemu. Wielokrotnie przeciwstawiał nasilającą się eskalację wersetowi biblijnemu: „Oni wszyscy to nieme psy, niezdolne do szczekania” (Iz 56,10). Z 450-stronicowych akt gestapo wynika, że w 1941 roku otrzymał ostrzeżenie za oddawanie czci w języku polskim. W 1942 roku został ukarany grzywną w wysokości 3000 marek za głoszenie ewangelii o Chrystusie Królu. W swoim kazaniu z 25 października Boehm stwierdził, że na ziemi nie ma królestw tysiącletnich, ponieważ jest tylko jedno królestwo, które przetrwa tak długo, a mianowicie królestwo Jezusa Chrystusa, które będzie trwać wiecznie. Naziści uznali to za naruszenie ustawy o stabilizacji sił zbrojnych. Zwykle za taki zarzut groziła kara śmierci. Sędziowie ograniczyli jednak zarzut do skazania za „antypaństwowe wypowiedzi”. Na Wielkanoc 1944 roku wygłosił kazanie przeciwko nazistowskiemu przemysłowi filmowemu, co doprowadziło do jego aresztowania. 5 czerwca 1944 roku zaraz po mszy, będąc jeszcze w kościele, został aresztowany i bezpośrednio przewieziony przez gestapo do więzienia w Wuppertalu. Nawet list biskupa nie zmienił niczego w sprawie zatrzymania. W związku z aresztowaniami w związku z zamachem na Hitlera 20 lipca 1944 roku Boehm został przeniesiony do bloku księży obozu koncentracyjnego. 11 sierpnia 1944 roku został przewieziony jednoosobowym transportem do Dachau, gdyż widocznie wzięto go za prawnika i ekonomistę z Mannheim Franza Böhma. Prawnik należał do fryburskich kół niemieckiego ruchu oporu wobec nazizmu. Proboszcz zmarł w obozie koncentracyjnym 13 lutego 1945 roku w wyniku choroby spowodowanej pobytem w więzieniu. Po jego gwałtownej śmierci ciało poddano kremacji. Prochy wrzucono do pobliskiej rzeki lub rozsypywano na polu.

## Miejsce pamięci w diecezji toruńskiej
Franz Boehm został ochrzczony 31 października 1880 roku w kościele św. Marcina w Boleszynie. 15 września 2015 roku biskup toruński Andrzej Suski dokonał uroczystego otwarcia miejsca pamięci w kościele. Umieszczona tam tablica zawiera następującą dedykację:

SACERDOS FRANCISCUS BOEHM

NATUS IN VILLA BOLESZYN DIE III MENSIS OCTOBRIS ANNO MDCCCLXXXY

BAPPTIZATUS IN TEMPLO ISTIUS VILLAE DIE XXXI MENSIS OCTOBRIS ANNO DOMINI MDCCCLXXXY

UNA CUM FAMILIA ANNO DOMINI MDCCXCIII REGIMINE PRUSSICO EXPULSUS EST.

CUM POLONIS INCOLIS VILLAE BOLESZYN FAVERET.

IN ORDINEM PRESBYTERATUS ORDINATUS EST

ET IN NUMERUM SACERDOTUM ARCHIDIOECESIS COLONIAE AGRIPPINIAE AGGREGATUS ANNO DOMINI MCMVI.

PAROCHI PAROCHIAE MONHEIM AM RHEIN MUNERE FUNGEBATUR.

DIE XIII MENSIS FEBRUARII ANNO DOMINI MCMXLV IN PUBLICAE CUSTODIAE CAMPO, QUI VOCATUR DACHAU,
 PALMAM MARTYRII ADEPTUS EST.